# Plongeon aux Jeux olympiques d'été de 1932
Navigation
Amsterdam 1928 Berlin 1936
À l'occasion des Jeux olympiques d'été de 1932, quatre compétitions de plongeon furent organisées. 27 plongeurs représentant 9 pays se disputèrent les 12 médailles mises en jeu. Dominatrice à domicile, la délégation américaine conquiert toutes les places sur les podiums.

## Tableau des médailles pour le plongeon
| Place | Nation     | Médaille d'or | Médaille d'argent | Médaille de bronze | Total |
| ----- | ---------- | ------------- | ----------------- | ------------------ | ----- |
| 1     | États-Unis | 4             | 4                 | 4                  | 12    |

## Nations participantes
- Allemagne (2 : 1 homme - 1 femme)
- Autriche (1 : 1 - 0)
- Canada (2 : 2 - 0)
- Danemark (2 : 0 - 2)
- États-Unis (9 : 4 - 5)
- France (1 : 1 - 0)
- Japon (4 : 3 - 1)
- Mexique (5 : 5 - 0)
- Suède (1 : 0 - 1)

## Résultats
Les classements des finales.

### Tremplin à 3 mètres
| Rang               | Pays       | Plongeur          | Points |
| ------------------ | ---------- | ----------------- | ------ |
| Médaille d'or      | États-Unis | Michael Galitzen  | 161,38 |
| Médaille d'argent  | États-Unis | Harold Smith      | 158,54 |
| Médaille de bronze | États-Unis | Richard Degener   | 151,82 |
| 4                  | Canada     | Alfred Phillips   | 134,64 |
| 5                  | Allemagne  | Leo Esser         | 134,30 |
| 6                  | Japon      | Kazuo Kobayashi   | 133,76 |
| 7                  | France     | Emile Poussard    | 128,66 |
| 8                  | Japon      | Tetsutaro Namae   | 125,18 |
| 9                  | Autriche   | Josef Staudinger  | 124,50 |
| 10                 | Mexique    | Federico Mariscal | 111,98 |
| 11                 | Canada     | Arthur Stott      | 110,22 |
| 12                 | Mexique    | António Mariscal  | 97,28  |
| 13                 | Mexique    | Alonso Mariscal   | 88,32  |

| Rang               | Pays       | Pongeuse        | Points |
| ------------------ | ---------- | --------------- | ------ |
| Médaille d'or      | États-Unis | Georgia Coleman | 87,52  |
| Médaille d'argent  | États-Unis | Katherine Rawls | 82,56  |
| Médaille de bronze | États-Unis | Jane Fauntz     | 82,12  |
| 4                  | Allemagne  | Olga Jordan     | 77,60  |
| 5                  | Canada     | Doris Ogilvie   | 70,00  |
| 6                  | Danemark   | Magdalene Epply | 63,70  |
| 7                  | Japon      | Etsuko Kamakura | 60,78  |
| 8                  | Danemark   | Ingrid Larsen   | 57,26  |

### Plongeon de haut-vol
Plateforme à 10 mètres
| Rang               | Pays       | Plongeur          | Points |
| ------------------ | ---------- | ----------------- | ------ |
| Médaille d'or      | États-Unis | Harold Smith      | 124,80 |
| Médaille d'argent  | États-Unis | Michael Galitzen  | 124,28 |
| Médaille de bronze | États-Unis | Frank Kurtz       | 121,98 |
| 4                  | Autriche   | Josef Staundinger | 103,44 |
| 5                  | Mexique    | Carlos Curiel     | 83,82  |
| 6                  | Mexique    | Jesus Flores Albo | 77,94  |
| 7                  | Canada     | Alfred Phillips   | 77,10  |
| 8                  | Japon      | Hidekatsu Ishida  | 75,92  |

| Rang               | Pays       | Pongeuse             | Points |
| ------------------ | ---------- | -------------------- | ------ |
| Médaille d'or      | États-Unis | Dorothy Poynton-Hill | 40,26  |
| Médaille d'argent  | États-Unis | Georgia Coleman      | 35,56  |
| Médaille de bronze | États-Unis | Marion Roper         | 35,22  |
| 4                  | Suède      | Ingeborg Sjöqvist    | 34,52  |
| 5                  | Danemark   | Ingrid Larsen        | 31,96  |
| 6                  | Japon      | Etsuko Kamakura      | 31,36  |
| 7                  | Danemark   | Magdalene Epply      | 26,76  |